# Dioscorea menglaensis
Dioscorea menglaensis är en enhjärtbladig växtart som beskrevs av Hen Li. Dioscorea menglaensis ingår i släktet Dioscorea och familjen Dioscoreaceae. Inga underarter finns listade i Catalogue of Life.